# سفيتلانا فيوفانوفا
سفيتلانا يفغينيفنا فيوفانوفا (الروسية: Светлана Евгеньевна Феофанова ؛ من مواليد 16 يوليو 1980) هي لاعبة قفز بالزانة روسية حصلت على الميدالية الفضية في بطولة العالم لألعاب القوى في عام 2001، والميدالية الذهبية في بطولة العالم لألعاب القوى في عام 2003. فازت أيضًا ببطولة العالم داخل الصالات في عام 2003 ، وكانت الثالثة في عام 2004. احتلت المركز الرابع في بطولة أوروبا لألعاب القوى لعام 2006 في غوتنبرع ، السويد. حققت في 4 يوليو 2004 قوهو رقم قياسي عالمي في ذلك الوقت غفي القفز بالزانة 4.88 م (16.0 قدمًا) في هيراكليون، اليونان، فازت بالميدالية الفضية في القفز بالزانة للسيدات في الألعاب الأولمبية الصيفية 2004 خلف مواطنتها يلينا إيسينباييفا، فازت بالميدالية الذهبية للبطولة الأوروبية لألعاب القوى في الأماكن المغلقة عام 2007 في القفز بالزانة في برمنغهام، إنجلترا ، على ارتفاع 4.76 متر (15.6 قدم). فازت بالميدالية البرونزية في دورة الألعاب الأولمبية الصيفية 2008.

## نشأتها
ولدت سفيتلانا فيوفانوفا في موسكو ، الاتحاد السوفيتي. درست في الجامعة المالية التابعة لحكومة الاتحاد الروسي. مارست فيوفانوفا الجمباز في شبابها لكنها لم تستمر في المنافسة في هذه الرياضة.